# Lista över runinskrifter i Eskilstuna kommun
Lista över runinskrifter i Eskilstuna kommun är en förteckning över alla de kända runristningar som finns inom kommunen, förkortat Sö efter Södermanland, samt försedda med Runverkets nummer. Runinskrifterna sorteras efter respektive socken, uppställningsplats, typ av sten eller annat föremål och eventuellt dess namn. Eskilstuna kommun omfattar Västerrekarne härad och Österrekarne härad.

## Västerrekarne härad

### Lista socken
- Sö 76, Lista kyrka
- Sö 78, Lista kyrka

### Torshälla socken
- Sö 79, Hällby, Torshälla
- Sö 80, Rambron, Torshälla
- Sö 81, Rambron, Torshälla

### Tumbo socken
- Sö 82, Tumbo kyrka, runsten
- Sö 83, Tumbo kyrka, text i portal eller fönster, nu borttagen
- Sö 84, Tumbo kyrka, runsten
- Sö 85, Västerby, Tumbo, fragment

- Sö 362, Tumbo kyrka
- Sö 363, Tumbo kyrka
- Sö FV1958;242, Tumbo kyrka
- Sö SB1965;12, Tumbo kyrka

### Västermo socken
- Sö 86, Stora Åby, Västermo, runblock

### Öja socken
- Sö 87, Öja kyrka
- Sö 88, Valby, Öja, runsten

## Österrekarne härad

### Hammarby socken
- Sö 89, Hammarby kyrka
- Sö 90, Lövhulta, Hammarby, runsten
- Sö 91 Tidö, Hammarby
- Sö FV1958, Hammarby kyrka
- Sö FV1958;247B, Hammarby kyrka
- Sö FV1958;247C, Hammarby kyrka, Södermanland\Hammarby kyrka
- Sö FV1958;247D M, Hammarby kyrka
- Sö FV1958;247E M, Hammarby kyrka
- Sö FV1958;247F, Hammarby kyrka

### Husby-Rekarne socken
- Sö 92, Husby-Rekarne kyrka, runsten
- Sö 93, Berga, runsten
- Sö 94, Berga, runsten
- Sö 95, Berga, runsten

### Jäder socken
- Sö 96, Jäders kyrka, fragment
- Sö 97, Jäders kyrka, runsten, nu på kyrkogården
- Sö 98, Jäders kyrka, inmurad runsten, "Limpan"
- Sö 99, Jäders kyrka
- Sö 100, Jäders kyrka
- Sö 101, Sigurdsristningen, Ramsundet, runhäll
- Sö 102, Vävle, Jäder, runsten
- Sö 103, Vävle, Kapellagården, Jäder, runsten

### Kjula socken
- Sö 104, Berga, Kjula, runsten
- Sö 105, Högstena, Kjula, Ingvarssten, runsten
- Sö 106, Kungshållet på Kjulaåsen, runsten
- Sö FV1948;301, Kjula kyrka
- Sö FV1969;298, Kjula kyrka
- Sö FV1986;218, Harby, Kjula

### Eskilstuna stad(Fors socken)
- Sö 107, Gredby, runsten
- Sö 108, Gredby, runsten
- Sö 109, Gredby, runsten
- Sö 110, Grönsta
- Sö 355, Fors kyrka
- Sö 356
- Sö 357, Slottsskolan, runsten
- Sö 358, Slottsskolan
- Sö FV1973;355, Fors kyrka

### Stenkvista socken
- Sö 111, Stenkvista kyrka, runsten
- Sö 112, Kolunda, runsten
- Sö 113, Kolunda, runsten
- Sö 114 Kolunda, runsten
- Sö 115, Kolunda, runsten, försvunnen
- Sö FV1990;31, Kolunda
- Sö NOR1998;22, Kolunda

### Sundby socken
- Sö 116, Sundby kyrka
- Sö 117, Sundby kyrka
- Sö SB1963;149, Sundby kyrka
- Sö 118 Ostra, Sundby

### Ärla socken
- Sö 120, Skrivarstenen, Skogshall, Ärla, runblock

### Barva socken
- Sö ATA7551/92, Örleds såg, Barva